# رؤية ثنائية

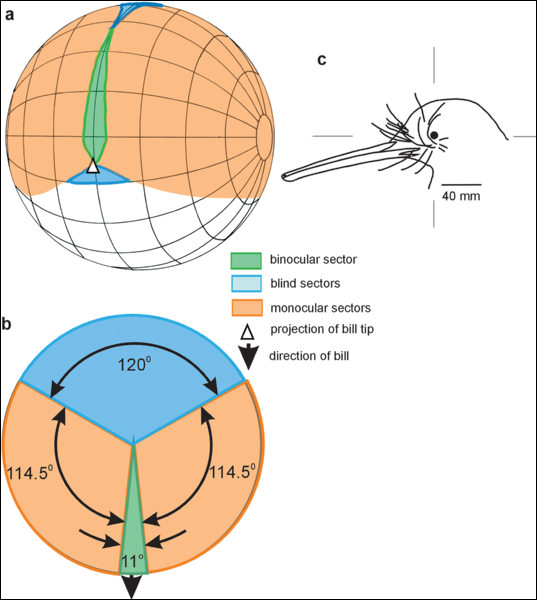
مجال الرؤية لدى طائر الكيوي والمتميز بمجال رؤية ثنائي زاويته 11° ومجال أحادي 229° وزاوية عمياء سعتها 120°.

الرؤية الثنائية أو الرؤية بالعينين  (بالإنجليزية: Binocular vision)‏ في علم الأحياء هي نوع من الرؤية تملك فيها الحيوانات عينين قادرتين على إدراك صورة ثلاثية الأبعاد لما يحيط بها. ولهذه النوع من الرؤية الذي يستخدم عينين بدل واحدة ست إيجابيات:
1. تمنح الكائن عينا إضافية في حال تضررت واحدة.
2. تمنح مجال رؤية أوسع، على سبيل المثال لدى البشر مجال رؤية أفقى أقصى يقدر بـ190 درجة لكلا العينين، حوالي 120 درجة مجال رؤية مزدوج (تشترك كلا العينان في رؤيته) على أطرافه مجالي رؤية أحاديين (تراه عين واحدة فقط) يقدر بحوالي 40 درجة.[4]
3. يمكن أن تمنح رؤية تجسيمية والتي يقوم فيها التفاوت بين العينين (التخاطل) الذي ينشأ بسبب الوضعيتين المختلفتين للعينين في الرأس بمنح إدراك دقيق للعمق. وهذا يسمح للكائن بكشف تمويه كائن آخر.
4. تسمح لزوايا الخطوط البصرية للعينين، بالنسبة لبعضها البعض (تجانح) والخطوط الأخرى بالنسبة لجسم محدد (زاوية النظر) أن يتم تحديدها من الصور في كلا العينين.[5] هذه الخصائص ضرورية للإيجابية الثالثة السابقة.
5. تسمح للكائن بمشاهدة جزء أكبر، أو كاملِ أجزاءِ جسمٍ موجودٍ خلف عائق. هذه الإيجابية أشار إليها ليوناردو دا فينشي الذي ذكر أن وجود عمودٍ رأسيٍّ أقرب إلى العينين من الجسم الذي ينظر إليه الكائن قد يحجب جزءا من ذلك الجسم عن العين اليسرى، لكن ذلك الجزء يمكن أن يكون مرئيا للعين اليمنى.
6. تمنح جمع ثنائي تكون فيه القدرة على كشف الأجسام الدقيقة محسّنة.[6]

من الظواهر الأخرى يوجد التمييز العيني (القدرة على معرفة أيّ من العينين استثارها الضوء)، هيمنة العين (عادةُ استخدام عين واحدة أثناء التركيز على شيء ما، حتى في حالة كون كلا العينين مفتوحتين)، أليلوتروبيا ( متوسط اتجاه الرؤية للأجسام المرئية بكل عين منفردة حين تكون كلا العينين مفتوحتين)، الدمج المزدوج أو وحدانية الرؤية (رؤية جسم واحد بكلا العينين رغم كون كل عين لها صورتها الخاصة للجسم)، التنافس بين العينين ( رؤية صورة عين واحدة تتغير عشوائيا مع صورة العين الأخرى حين ترى كل عين أن الصور مختلفة جدا ولا يمكن دمجها).
تساعد الرؤية الثنائية في مهارات الأداء مثل: الإمساك، الاستيعاب والتقل والحركة. كما تسمح للبشر بالسير فوق وعبر العوائق بسرعة أكبر وثقة أعلى. قياس البصر و/أو تقويم البصر هي رعاية طبية مختصة بالعين تقوم بمعالجة مشاكل الرؤية الثنائية.

## تأثيل
المصطلح بينوكلر (binocular) مشتق من أصول لاتينية، حيث (بيني-bini) تعني مزدوج و(أوكولس-oculus) تعني عين.